# 田中貴金属工業
田中貴金属工業株式会社（たなかききんぞくこうぎょう）は、1885年（明治18年）に創業した日本の企業で、田中貴金属グループの中核企業である。田中貴金属グループ全体で、主に貴金属を中心とした事業展開をしている。

## 概要
日本では地金商の最大手とされ、田中貴金属工業の店頭販売価格を金の日本国内小売価格の指標とすることがある。
2010年にTANAKAホールディングスを中心とする持株会社体制に移行した。
持株会社として
- TANAKAホールディングス株式会社

持株会社傘下に
- 田中貴金属工業株式会社
- 田中電子工業株式会社
- EEJA株式会社
- 田中貴金属ジュエリー株式会社 (GINZA TANAKA)

の4社を中核とした、国内7社・海外19社がある。

## 事業所
- 本社
東京都中央区日本橋茅場町2-6-6
- 岩手工場
岩手県奥州市
- 富岡工場
群馬県富岡市
- 市川工場
千葉県市川市
- 袖ヶ浦工場
千葉県袖ケ浦市
- 伊勢原工場
神奈川県伊勢原市
- 平塚工場
神奈川県平塚市
- 湘南工場
神奈川県平塚市
- 平塚テクニカルセンター
神奈川県平塚市
- 筑波事業所・テクニカルセンター
茨城県つくば市和台

## 沿革
- 1885年（明治18年）- 東京の日本橋北島町（現・日本橋茅場町）にて、両替商「田中商店」創業。
- 1889年（明治22年）- 電球のフィラメントから回収した白金による工業製品の国産化に成功。
- 1918年（大正7年）7月31日 - 株式会社に改組。
- 1943年（昭和18年）- 田中貴金属工業株式会社に社名変更。
- 1948年（昭和23年）- 厚生省（現・厚生労働省）より、歯科用金の製造販売の指定を受ける。
- 1973年（昭和48年）- 日本政府は金の輸入自由化に踏み切り、民間企業として輸入第1号となる。
- 2006年（平成18年）- 本社を日本橋茅場町から丸の内に移転。
- 2010年（平成22年）
  - 純粋持株会社TANAKAホールディングス株式会社を中心とした新体制へ移行。
  - 金の微粒子を使った高感度の前立腺がん診断キットを開発[5]。
- 2011年（平成23年）- フルヤ金属が実施する第三者割当増資を引き受け、同社株の19.49%を取得した[6]。
- 2012年（平成24年）- 鶴岡工場およびプリント配線板事業を沖電気工業に売却。同工場を独立させたのち、OKI田中サーキット株式会社（現・OKIサーキットテクノロジー）を設立[7][8]。
- 2013年（平成25年）- 成都光明派特貴金属有限公司設立
- 2015年（平成27年）- 田中金属工業が田中貴金属販売及び田中貴金属インターナショナルを吸収合併。TANAKAホールディングスが田中貴金属ビジネスサービスを吸収合併。
- 2016年（平成28年）- スイスを拠点に貴金属の回収精製事業などを展開する貴金属精錬会社Metalor Technologies International SAの発行済み株式の100%を取得。
- 2018年（平成30年）- EEJAの株式50%を保有するAlent Holdings B.V.社からEEJAの全株式を取得し、完全子会社化。

## テレビ番組
- 日経スペシャル ガイアの夜明け ニッポンの伝統力 ～世界一!老舗企業の底力～（2008年1月8日、テレビ東京）[9] - 老舗が支えるデジタル機器を取材。

## テレビCM出演者
- 小関裕太（金の卵）
- 加藤清史郎（純金積立・プラチナ積立）
- パパイヤ鈴木（同上）
- 緒形直人（貴金属リサイクル「Re:TANAKA」）